# Thyridopteryx
Thyridopteryx là một chi bagworm moth.

## Hình ảnh

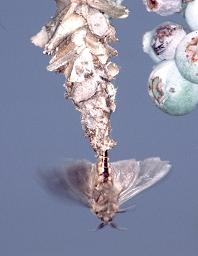

## Các loài
- T. alcora
- T. davidsoni
- T. ephemeraeformis
- T. meadii
- T. rileyi